# Joaquim Ferreira de Melo
Dom Joaquim Ferreira de Melo (Crato, 31 de agosto de 1873 — Pelotas, 22 de setembro de 1940) foi um bispo católico brasileiro.

## Biografia
Dom Joaquim Ferreira de Melo nasceu no dia 31 de agosto de 1873 na localidade Sítio de São José, no Crato, localizada na região do Cariri, sul do estado do Ceará. Seus pais foram o fazendeiro Francisco Ferreira de Melo e Maria Izabel de Oliveira de Melo.
Ingressou no Seminário Menor da cidade do Crato em 24 de fevereiro de 1890, permanecendo por lá dois anos. Em abril de 1892 foi para o Seminário de Olinda. No dia 6 de fevereiro de 1898 foi ordenado sacerdote pelo bispo da Diocese de Olinda Dom Manuel dos Santos Pereira, celebrando sua primeira missa no dia 13 de fevereiro na matriz da cidade de Limoeiro, em Pernambuco.
Já em 1899 era vigário da freguesia de São João do Príncipe (atual Tauá) como também da freguesia vizinha, a de Arneiroz.